# Qatar 4–0 Các Tiểu vương quốc Ả Rập Thống nhất (Cúp bóng đá châu Á 2019)
Trận đấu Cúp bóng đá châu Á giữa hai đội tuyển bóng đá quốc gia Qatar và Các Tiểu vương quốc Ả Rập Thống nhất đã diễn ra vào ngày 29 tháng 1 năm 2019, nằm trong khuôn khổ của Cúp bóng đá châu Á 2019. Trận đấu này được tổ chức tại sân vận động Mohammed bin Zayed ở thủ đô của Các Tiểu vương quốc Ả Rập Thống nhất, Abu Dhabi. Trận đấu còn được gọi với tên tiếng Anh là Blockade Derby, do cuộc khủng hoảng ngoại giao Qatar đang diễn ra vào thời điểm đó và sự xấu đi của quan hệ Qatar–Các Tiểu vương quốc Ả Rập Thống nhất.
Trận đấu này đã có ảnh hưởng không nhỏ đến kết quả chung cuộc của giải. Kết quả của trận đấu đã bị chỉ trích rất nhiều ở UAE, khi đội chủ nhà của giải đấu phải chịu thất bại đáng xấu hổ nhất trên sân nhà trong lịch sử Asian Cup; trong khi ở Qatar, trận đấu được ghi nhớ vì nó giúp Qatar lọt vào trận chung kết Asian Cup đầu tiên mà sau đó họ đã giành chiến thắng.

## Bối cảnh
Giải đấu năm 2019 đánh dấu lần tham dự thứ 10 của cả Qatar lẫn Các Tiểu vương quốc Ả Rập Thống nhất. Trong khi UAE tự động đủ điều kiện tham dự với tư cách chủ nhà, Qatar trở thành quốc gia đầu tiên vượt qua vòng loại của giải đấu vào tháng 11 năm 2015. Là hai đội vượt qua vòng loại sớm nhất, song cả hai đội đều đã không thành công trong việc giành quyền tham dự Giải vô địch bóng đá thế giới 2018, khiến họ phải thay thế các huấn luyện viên của mình. UAE đã bổ nhiệm nhà vô địch Cúp bóng đá châu Á 2011 Alberto Zaccheroni, trong khi Qatar lựa chọn Félix Sánchez Bas, cựu huấn luyện viên đội trẻ của FC Barcelona và là kiến trúc sư trong hành trình chinh phục thành công chức vô địch U-19 châu Á năm 2014 của quốc gia này.

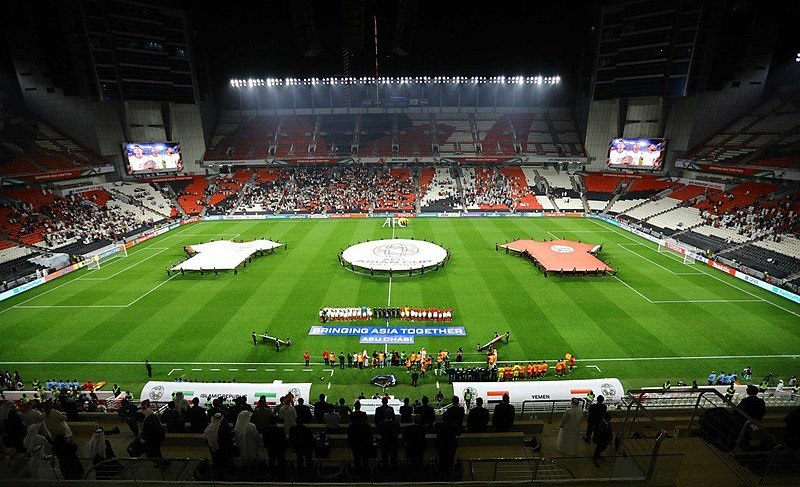
Sân vận động Mohammed bin Zayed là nơi tổ chức trận đấu.

Vào năm 2017, cuộc khủng hoảng ngoại giao Qatar nổ ra với việc Các Tiểu vương quốc Ả Rập Thống nhất cùng với Bahrain, Ai Cập và Ả Rập Xê Út cắt đứt quan hệ với Qatar với cáo buộc tài trợ khủng bố và chính sách ngoại giao độc lập của nước này, phong tỏa không phận và không gian đối với Qatar và cấm người dân Qatar nhập cảnh vào những quốc gia này. Sự rạn nứt càng được củng cố bởi 13 yêu cầu từ các quốc gia phong tỏa – hầu hết do Các Tiểu vương quốc Ả Rập Thống nhất đưa ra – với các cáo buộc tương tự. Qatar đã bác bỏ các yêu cầu và sự phong tỏa vẫn tiếp diễn. Căng thẳng sau đó đóng vai trò là chất xúc tác cho sự thù địch giữa hai quốc gia, thậm chí còn mở rộng sang cả bóng đá. Tại Giải vô địch U-19 châu Á 2018, đội trưởng của UAE đã từ chối bắt tay với đối thủ bên phía Qatar. Các Tiểu vương quốc Ả Rập Thống nhất đã thắng 2–1 trong trận đấu này, tuy nhiên họ đã sớm bị loại khỏi vòng bảng còn Qatar sau đó đã giành vé tham dự Giải vô địch U-20 thế giới 2019.
Quá trình tổ chức Cúp bóng đá châu Á 2019 cũng bị ảnh hưởng bởi căng thẳng giữa Qatar và Các Tiểu vương quốc Ả Rập Thống nhất. Các thành viên người Qatar trong ban tổ chức, đặc biệt là phó chủ tịch AFC Saoud al-Mohannadi, cũng bị chính quyền UAE cấm cản. Mặc dù chính phủ UAE sau đó đã thông báo họ sẽ cho phép công dân Qatar nhập cảnh tạm thời vào nước này trong khi chờ sự chấp thuận của chính quyền Các Tiểu vương quốc, người Qatar vẫn bị cấm nhập cảnh vào nước này trong suốt giải đấu.

## Trước trận đấu
|  | Vòng 16 đội                     | Vòng 16 đội             |                                 |       | Tứ kết | Tứ kết |  |  | Bán kết | Bán kết |  |  | Chung kết | Chung kết |
|  |                                 |                         |                                 |       |        |        |  |  |         |         |  |  |           |           |
|  | 20 tháng 1 – Hazza bin Zayed    |                         |                                 |       |        |        |  |  |         |         |  |  |           |           |
|  |                                 |                         |                                 |       |        |        |  |  |         |         |  |  |           |           |
|  | Thái Lan                        | 1                       |                                 |       |        |        |  |  |         |         |  |  |           |           |
|  | Thái Lan                        | 1                       | 24 tháng 1 – Mohammed bin Zayed |       |        |        |  |  |         |         |  |  |           |           |
|  | Trung Quốc                      | 2                       |                                 |       |        |        |  |  |         |         |  |  |           |           |
|  | Trung Quốc                      | 2                       | Trung Quốc                      | 0     |        |        |  |  |         |         |  |  |           |           |
|  | 20 tháng 1 – Mohammed bin Zayed |                         | Trung Quốc                      | 0     |        |        |  |  |         |         |  |  |           |           |
|  |                                 | Iran                    | 3                               |       |        |        |  |  |         |         |  |  |           |           |
|  | Iran                            | Iran                    | 3                               | 2     |        |        |  |  |         |         |  |  |           |           |
|  | Iran                            |                         | 28 tháng 1 – Hazza bin Zayed    | 2     |        |        |  |  |         |         |  |  |           |           |
|  | Oman                            | 0                       |                                 |       |        |        |  |  |         |         |  |  |           |           |
|  | Oman                            | 0                       | Iran                            | 0     |        |        |  |  |         |         |  |  |           |           |
|  | 20 tháng 1 – Al Maktoum         |                         | Iran                            | 0     |        |        |  |  |         |         |  |  |           |           |
|  |                                 | Nhật Bản                | 3                               |       |        |        |  |  |         |         |  |  |           |           |
|  | Jordan                          | Nhật Bản                | 3                               | 1 (2) |        |        |  |  |         |         |  |  |           |           |
|  | Jordan                          | 24 tháng 1 – Al Maktoum |                                 | 1 (2) |        |        |  |  |         |         |  |  |           |           |
|  | Việt Nam (p)                    | 1 (4)                   |                                 |       |        |        |  |  |         |         |  |  |           |           |
|  | Việt Nam (p)                    | 1 (4)                   | Việt Nam                        | 0     |        |        |  |  |         |         |  |  |           |           |
|  | 21 tháng 1 – Sharjah            |                         | Việt Nam                        | 0     |        |        |  |  |         |         |  |  |           |           |
|  |                                 | Nhật Bản                | 1                               |       |        |        |  |  |         |         |  |  |           |           |
|  | Nhật Bản                        | Nhật Bản                | 1                               | 1     |        |        |  |  |         |         |  |  |           |           |
|  | Nhật Bản                        |                         | 1 tháng 2 – Zayed Sports City   | 1     |        |        |  |  |         |         |  |  |           |           |
|  | Ả Rập Xê Út                     | 0                       |                                 |       |        |        |  |  |         |         |  |  |           |           |
|  | Ả Rập Xê Út                     | 0                       | Nhật Bản                        |       |        |        |  |  |         |         |  |  |           |           |
|  | 22 tháng 1 – Rashid             |                         |                                 |       |        |        |  |  |         |         |  |  |           |           |
|  |                                 |                         |                                 |       |        |        |  |  |         |         |  |  |           |           |
|  | Hàn Quốc (s.h.p.)               | 2                       |                                 |       |        |        |  |  |         |         |  |  |           |           |
|  | Hàn Quốc (s.h.p.)               | 2                       | 25 tháng 1 – Zayed Sports City  |       |        |        |  |  |         |         |  |  |           |           |
|  | Bahrain                         | 1                       |                                 |       |        |        |  |  |         |         |  |  |           |           |
|  | Bahrain                         | 1                       | Hàn Quốc                        | 0     |        |        |  |  |         |         |  |  |           |           |
|  | 22 tháng 1 – Al Nahyan          |                         | Hàn Quốc                        | 0     |        |        |  |  |         |         |  |  |           |           |
|  |                                 | Qatar                   | 1                               |       |        |        |  |  |         |         |  |  |           |           |
|  | Qatar                           | Qatar                   | 1                               | 1     |        |        |  |  |         |         |  |  |           |           |
|  | Qatar                           |                         | 29 tháng 1 – Mohammed bin Zayed | 1     |        |        |  |  |         |         |  |  |           |           |
|  | Iraq                            | 0                       |                                 |       |        |        |  |  |         |         |  |  |           |           |
|  | Iraq                            | 0                       | Qatar                           |       |        |        |  |  |         |         |  |  |           |           |
|  | 21 tháng 1 – Zayed Sports City  |                         |                                 |       |        |        |  |  |         |         |  |  |           |           |
|  |                                 | UAE                     |                                 |       |        |        |  |  |         |         |  |  |           |           |
|  | UAE (s.h.p.)                    | 3                       |                                 |       |        |        |  |  |         |         |  |  |           |           |
|  | UAE (s.h.p.)                    | 3                       | 25 tháng 1 – Hazza bin Zayed    |       |        |        |  |  |         |         |  |  |           |           |
|  | Kyrgyzstan                      | 2                       |                                 |       |        |        |  |  |         |         |  |  |           |           |
|  | Kyrgyzstan                      | 2                       | UAE                             | 1     |        |        |  |  |         |         |  |  |           |           |
|  | 21 tháng 1 – Khalifa bin Zayed  |                         | UAE                             | 1     |        |        |  |  |         |         |  |  |           |           |
|  |                                 | Úc                      | 0                               |       |        |        |  |  |         |         |  |  |           |           |
|  | Úc (p)                          | Úc                      | 0                               | 0 (4) |        |        |  |  |         |         |  |  |           |           |
|  | Úc (p)                          |                         |                                 | 0 (4) |        |        |  |  |         |         |  |  |           |           |
|  | Uzbekistan                      | 0 (2)                   |                                 |       |        |        |  |  |         |         |  |  |           |           |
|  | Uzbekistan                      | 0 (2)                   |                                 |       |        |        |  |  |         |         |  |  |           |           |

### Qatar
Qatar, với phần lớn các cầu thủ nằm trong thành phần đội U-19 vô địch giải U-19 châu Á năm 2014, được xếp vào bảng E cùng với đối thủ láng giềng Ả Rập Xê Út và hai đội bóng nhược tiểu là Liban và Triều Tiên. Qatar dễ dàng đứng đầu bảng với ba trận toàn thắng, lần lượt với các tỷ số 2–0 trước Liban và Ả Rập Xê Út, cùng với trận thắng đậm 6–0 trước Triều Tiên – chiến thắng đậm nhất trong lịch sử tham dự của họ ở Asian Cup – bất chấp việc bị ngăn cách hoàn toàn với người hâm mộ đội nhà. Qatar sau đó chạm trán Iraq ở vòng 16 đội với đại đa số các cổ động viên Iraq trên sân vận động, và cầu thủ sinh ra ở Iraq Bassam Al-Rawi đã trở thành người hùng của Qatar với bàn thắng duy nhất trong chiến thắng đầu tiên của họ tại vòng đấu loại trực tiếp.
Ở vòng tứ kết, Qatar đối đầu với cường quốc châu Á Hàn Quốc, đội trước đó đã loại Đức khỏi vòng bảng Giải vô địch bóng đá thế giới 2018 với sự xuất hiện của tiền đạo ngôi sao Son Heung-min. Tại đây, họ đã tạo nên cú sốc lớn nhất cho giải đấu khi đánh bại đối thủ đến từ Đông Á với tỷ số 1–0, qua đó lọt vào bán kết mà không để thủng lưới một bàn nào.

### Các Tiểu vương quốc Ả Rập Thống nhất

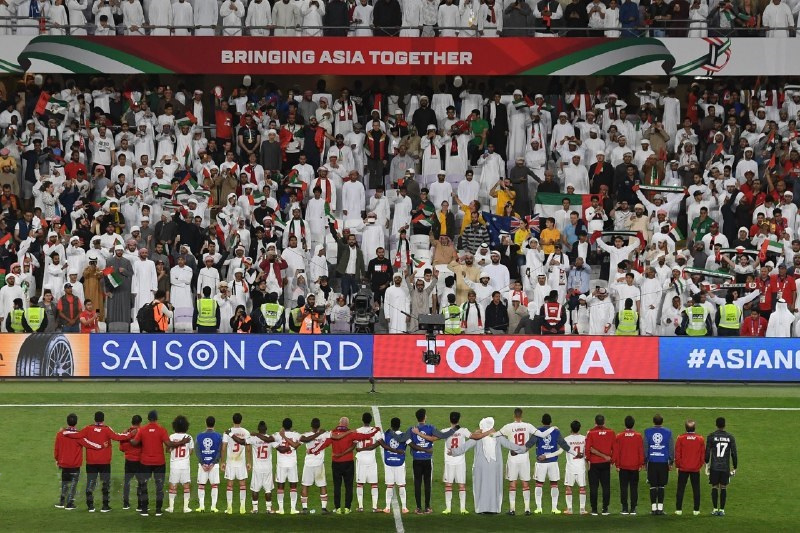
Các cầu thủ UAE chào cổ động viên sau khi đánh bại Úc 1–0 và giành quyền vào bán kết.

Các Tiểu vương quốc Ả Rập Thống nhất, với tư cách chủ nhà, được xếp vào bảng A cùng với Bahrain, Ấn Độ và Thái Lan. Trước giải đấu, UAE đã phải đón nhận một tin dữ khi tiền vệ ngôi sao Omar Abdulrahman không thể góp mặt cùng đội tuyển vì chấn thương. Đội chủ nhà đã đứng đầu bảng với màn trình diễn không mấy ấn tượng, chỉ thắng được một trận trước Ấn Độ, còn lại là hai trận hòa Bahrain và Thái Lan. Ở vòng 1/8, Các Tiểu vương quốc Ả Rập Thống nhất đã phải vật lộn trong hơn 120 phút để vượt qua Kyrgyzstan với tỷ số 3–2, trong đó Ahmed Khalil thực hiện thành công một quả phạt đền. Sau đó, UAE đã đạt được thành tích lớn nhất của mình trong giải đấu, với chiến thắng 1–0 trước đội đương kim vô địch châu Á lúc đó là Úc nhờ sai lầm của Miloš Degenek, qua đó ấn định trận đấu bán kết với Qatar.
Do Nhật Bản đã giành chiến thắng 3–0 trước Iran ở trận bán kết trước đó, nên đội thắng trong trận bán kết cuối cùng này sẽ đối đầu với Nhật Bản để tranh cúp.

### Thành tích đối đầu
Các Tiểu vương quốc Ả Rập Thống nhất đang nắm giữ lợi thế về lịch sử đối đầu khi bất bại trước Qatar kể từ năm 2002. Tại đấu trường Asian Cup, hai bên đã gặp nhau tổng cộng bốn lần với hai chiến thắng cho mỗi đội, nhưng đây mới là lần đầu tiên hai đội tuyển chạm trán nhau tại một vòng đấu loại trực tiếp.

### Tranh cãi về vé bán cho trận đấu
Trước trận bán kết, Hoàng tử Nahyan bin Zayed Al Nahyan đã quyết định mua toàn bộ số vé còn lại của trận đấu để phát cho các "cổ động viên trung thành" của UAE, nhằm tri ân sự nhiệt thành của họ và cổ vũ tinh thần cho đội nhà. Tuy nhiên, hành động này được xem là cách khiến các cổ động viên Qatar không thể mua vé vào sân, đồng nghĩa với việc Qatar sẽ phải đối mặt với một trận đấu hoàn toàn khó khăn trước gần như toàn bộ các cổ động viên của đối thủ. Điều này còn gây tranh cãi bởi Các Tiểu vương quốc Ả Rập Thống nhất đang cố gắng chính trị hóa trận đấu, do cuộc khủng hoảng trước đó trong quan hệ giữa hai nước.

## Trận đấu

### Tóm tắt

#### Hiệp 1

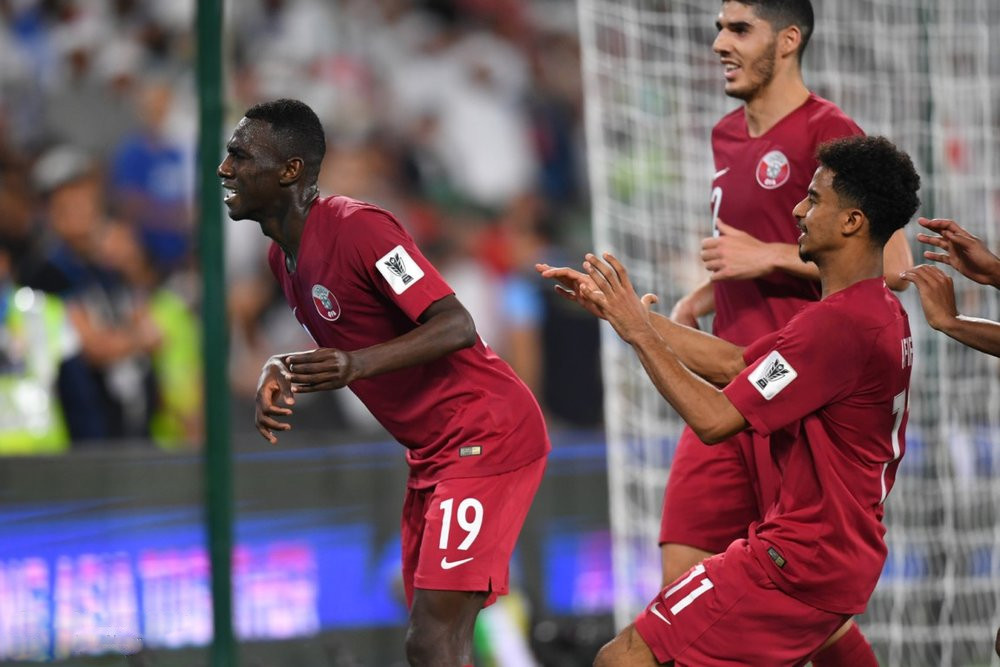
Almoez Ali ăn mừng sau khi ghi bàn thắng thứ hai.

Trận đấu khởi đầu đầy mạnh mẽ cho đội chủ nhà Các Tiểu vương quốc Ả Rập Thống nhất, trong khi Qatar tỏ ra có phần lo lắng ở những phút đầu. Tuy nhiên, như thường lệ, mười phút đầu tiên chứng kiến hàng thủ và thủ môn Qatar Saad Al-Sheeb chơi chắc chắn trước sức mạnh của Ali Mabkhout, cầu thủ xuất sắc nhất hiện tại bên phía UAE. Sau đó, Qatar lấy lại thế chủ động và dồn ép Các Tiểu vương quốc Ả Rập Thống nhất vào thế phải phòng ngự. Trong một pha tấn công từ cánh phải, Salem Al Hajri của Qatar đã có cơ hội buộc Khalid Eisa phải trổ tài. Áp lực đè nặng lên hàng thủ UAE trong mười phút tiếp theo.
Qatar đã không mất quá nhiều thời gian để vươn lên dẫn trước. Vào phút thứ 22, cú đánh bóng chéo góc của Boualem Khoukhi từ cự ly 16,5 mét đã tìm được đường vào khung thành của Khalid Eisa, mở tỷ số 1–0 trước sự choáng váng của các cổ động viên chủ nhà. Không nản lòng, UAE đã đáp trả bằng pha đánh đầu bị cản phá của Ismail Al Hammadi và một nỗ lực tương tự của Ali Mabkhout đưa bóng đi chệch khung thành ngay khi hiệp đấu trôi qua được hai phần ba thời gian.
Qatar sau đó có cơ hội từ quả phạt góc do Akram Afif thực hiện nhưng không có kết quả. Không phải đợi lâu, Almoez Ali đã nhân đôi cách biệt cho các vị khách ở phút thứ 38 bằng một cú sút đưa bóng đập mép trong cột dọc lăn vào lưới, khiến cổ động viên chủ nhà lần thứ hai phải im lặng. Bàn thằng này của Almoez đã giúp anh san bằng kỷ lục ghi nhiều bàn thắng nhất của Ali Daei cho một cầu thủ tại giải đấu hàng đầu châu Á. Phút thứ 42, Tarek Salman hạ gục Mabkhout trong vòng cấm địa, nhưng UAE không được hưởng một quả phạt đền do sức ép của Tarek là không đủ. UAE bỏ lỡ thêm một cơ hội đá phạt trực tiếp nữa ở phút 45 để kết thúc hiệp một với cách biệt hai bàn.

#### Hiệp 2

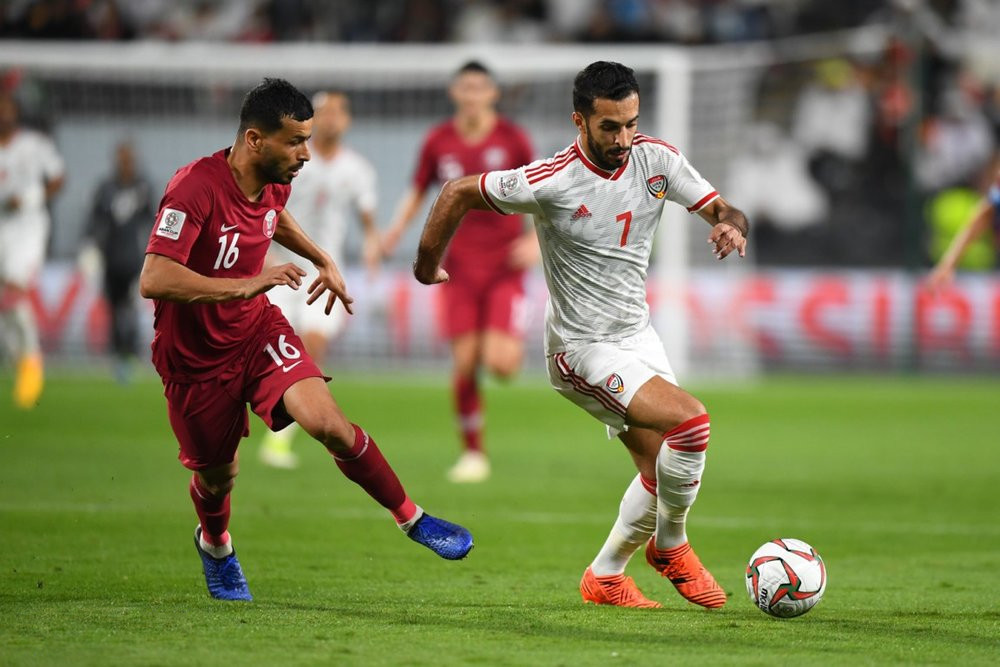
Boualem Khoukhi tranh bóng với Ali Mabkhout.

Hiệp hai chứng kiến cựu binh Ismail Matar thay thế Amer Abdulrahman và Ahmed Khalil thế chỗ Ismail Al Hamadi bên phía Các Tiểu vương quốc Ả Rập Thống nhất. Phút thứ 52, thủ môn Al-Sheeb đã đấm bóng giải nguy sau một pha tấn công rõ ràng của Mabkhout để duy trì lợi thế dẫn trước cho Qatar. Các hậu vệ Qatar đã nhiều lần phạm lỗi ngoài vòng cấm và gây khó khăn cho Các Tiểu vương quốc, trong đó Karim Boudiaf đã phải nhận thẻ vàng. Phút thứ 70, Ismail Matar của UAE cố gắng đột phá nhưng không thành; ngay sau đó Mohamed Abdulrahman được thay ra để Saif Rashid tiếp thêm sinh lực cho hàng tiền vệ. Phút 73, Al-Sheeb từ chối cơ hội của Ahmed Khalil. Akram Afif sau đó ngã trong vòng cấm của UAE nhưng trận đấu vẫn tiếp tục. Qatar ghi bàn thắng thứ ba vào phút 81 khi đội trưởng Hassan Al-Haydos vượt qua Bandar Al-Ahbabi và lốp bóng qua người thủ thành Eisa.
Khi tinh thần chiến đấu của UAE hoàn toàn sa sút, Ismail Ahmed đã phải nhận thẻ đỏ trực tiếp vào cuối trận vì hành vi nguy hiểm ở phút bù giờ đầu tiên. Cầu thủ vào sân thay người Hamid Ismail đã hạ gục Eisa để ghi bàn thắng ấn định tỷ số và tấm vé vào trận chung kết cho Qatar. Sau khi trọng tài thổi hồi còi mãn cuộc, các cầu thủ Qatar đã ăn mừng chiến tích lọt vào trận chung kết Asian Cup đầu tiên của mình trong sự bất mãn của Các Tiểu vương quốc Ả Rập Thống nhất.

### Chi tiết
| Qatar                                                  | 4–0      | UAE |
| ------------------------------------------------------ | -------- | --- |
| - Khoukhi 22' - Ali 37' - Al-Haydos 80' - Ismail 90+3' | Chi tiết |     |

| Qatar | UAE |

| GK               | 1  | Saad Al-Sheeb        |     |       |
| RB               | 2  | Ró-Ró                |     | 90+4' |
| CB               | 16 | Boualem Khoukhi      |     |       |
| CB               | 4  | Tarek Salman         |     |       |
| LB               | 3  | Abdelkarim Hassan    |     |       |
| CM               | 14 | Salem Al-Hajri       |     |       |
| CM               | 23 | Assim Madibo         |     |       |
| CM               | 12 | Karim Boudiaf        | 62' |       |
| RF               | 10 | Hassan Al-Haydos (c) |     |       |
| CF               | 19 | Almoez Ali           |     | 86'   |
| LF               | 11 | Akram Afif           |     | 90+2' |
| Thay người:      |    |                      |     |       |
| FW               | 7  | Ahmed Alaaeldin      | 87' | 86'   |
| DF               | 8  | Hamid Ismail         |     | 90+2' |
| DF               | 13 | Tameem Al-Muhaza     |     | 90+4' |
| Huấn luyện viên: |    |                      |     |       |
| Félix Sánchez    |    |                      |     |       |

| GK                 | 17 | Khalid Eisa         |       |     |
| CB                 | 19 | Ismail Ahmed        | 90+1' |     |
| CB                 | 6  | Fares Juma (c)      |       |     |
| CB                 | 3  | Walid Abbas         |       |     |
| RM                 | 9  | Bandar Al-Ahbabi    |       |     |
| CM                 | 13 | Khamis Esmaeel      |       |     |
| CM                 | 2  | Ali Salmeen         |       |     |
| CM                 | 5  | Amer Abdulrahman    |       | 46' |
| LM                 | 15 | Ismail Al Hammadi   |       | 51' |
| SS                 | 20 | Saif Rashid         |       | 70' |
| CF                 | 7  | Ali Mabkhout        |       |     |
| Thay người:        |    |                     |       |     |
| FW                 | 10 | Ismail Matar        | 55'   | 46' |
| FW                 | 11 | Ahmed Khalil        |       | 51' |
| MF                 | 16 | Mohamed Abdulrahman |       | 70' |
| Huấn luyện viên:   |    |                     |       |     |
| Alberto Zaccheroni |    |                     |       |     |

| Cầu thủ xuất sắc nhất trận đấu: Boualem Khoukhi (Qatar) Trợ lý trọng tài: Miguel Hernández (México) Alberto Morín (México) Trọng tài thứ tư: Ravshan Irmatov (Uzbekistan) Trợ lý trọng tài video: Paolo Valeri (Ý) Trợ lý của trợ lý trọng tài video: Muhammad Taqi (Singapore) Chris Beath (Úc) |

## Sau trận đấu
|  | Vòng 16 đội                     | Vòng 16 đội                  |                                 |       | Tứ kết | Tứ kết |  |  | Bán kết | Bán kết |  |  | Chung kết | Chung kết |
|  |                                 |                              |                                 |       |        |        |  |  |         |         |  |  |           |           |
|  | 20 tháng 1 – Hazza bin Zayed    |                              |                                 |       |        |        |  |  |         |         |  |  |           |           |
|  |                                 |                              |                                 |       |        |        |  |  |         |         |  |  |           |           |
|  | Thái Lan                        | 1                            |                                 |       |        |        |  |  |         |         |  |  |           |           |
|  | Thái Lan                        | 1                            | 24 tháng 1 – Mohammed bin Zayed |       |        |        |  |  |         |         |  |  |           |           |
|  | Trung Quốc                      | 2                            |                                 |       |        |        |  |  |         |         |  |  |           |           |
|  | Trung Quốc                      | 2                            | Trung Quốc                      | 0     |        |        |  |  |         |         |  |  |           |           |
|  | 20 tháng 1 – Mohammed bin Zayed |                              | Trung Quốc                      | 0     |        |        |  |  |         |         |  |  |           |           |
|  |                                 | Iran                         | 3                               |       |        |        |  |  |         |         |  |  |           |           |
|  | Iran                            | Iran                         | 3                               | 2     |        |        |  |  |         |         |  |  |           |           |
|  | Iran                            |                              | 28 tháng 1 – Hazza bin Zayed    | 2     |        |        |  |  |         |         |  |  |           |           |
|  | Oman                            | 0                            |                                 |       |        |        |  |  |         |         |  |  |           |           |
|  | Oman                            | 0                            | Iran                            | 0     |        |        |  |  |         |         |  |  |           |           |
|  | 20 tháng 1 – Al Maktoum         |                              | Iran                            | 0     |        |        |  |  |         |         |  |  |           |           |
|  |                                 | Nhật Bản                     | 3                               |       |        |        |  |  |         |         |  |  |           |           |
|  | Jordan                          | Nhật Bản                     | 3                               | 1 (2) |        |        |  |  |         |         |  |  |           |           |
|  | Jordan                          | 24 tháng 1 – Al Maktoum      |                                 | 1 (2) |        |        |  |  |         |         |  |  |           |           |
|  | Việt Nam (p)                    | 1 (4)                        |                                 |       |        |        |  |  |         |         |  |  |           |           |
|  | Việt Nam (p)                    | 1 (4)                        | Việt Nam                        | 0     |        |        |  |  |         |         |  |  |           |           |
|  | 21 tháng 1 – Sharjah            |                              | Việt Nam                        | 0     |        |        |  |  |         |         |  |  |           |           |
|  |                                 | Nhật Bản                     | 1                               |       |        |        |  |  |         |         |  |  |           |           |
|  | Nhật Bản                        | Nhật Bản                     | 1                               | 1     |        |        |  |  |         |         |  |  |           |           |
|  | Nhật Bản                        |                              | 1 tháng 2 – Zayed Sports City   | 1     |        |        |  |  |         |         |  |  |           |           |
|  | Ả Rập Xê Út                     | 0                            |                                 |       |        |        |  |  |         |         |  |  |           |           |
|  | Ả Rập Xê Út                     | 0                            | Nhật Bản                        |       |        |        |  |  |         |         |  |  |           |           |
|  | 22 tháng 1 – Rashid             |                              |                                 |       |        |        |  |  |         |         |  |  |           |           |
|  |                                 | Qatar                        |                                 |       |        |        |  |  |         |         |  |  |           |           |
|  | Hàn Quốc (s.h.p.)               | 2                            |                                 |       |        |        |  |  |         |         |  |  |           |           |
|  | Hàn Quốc (s.h.p.)               | 2                            | 25 tháng 1 – Zayed Sports City  |       |        |        |  |  |         |         |  |  |           |           |
|  | Bahrain                         | 1                            |                                 |       |        |        |  |  |         |         |  |  |           |           |
|  | Bahrain                         | 1                            | Hàn Quốc                        | 0     |        |        |  |  |         |         |  |  |           |           |
|  | 22 tháng 1 – Al Nahyan          |                              | Hàn Quốc                        | 0     |        |        |  |  |         |         |  |  |           |           |
|  |                                 | Qatar                        | 1                               |       |        |        |  |  |         |         |  |  |           |           |
|  | Qatar                           | Qatar                        | 1                               | 1     |        |        |  |  |         |         |  |  |           |           |
|  | Qatar                           |                              | 29 tháng 1 – Mohammed bin Zayed | 1     |        |        |  |  |         |         |  |  |           |           |
|  | Iraq                            | 0                            |                                 |       |        |        |  |  |         |         |  |  |           |           |
|  | Iraq                            | 0                            | Qatar                           | 4     |        |        |  |  |         |         |  |  |           |           |
|  | 21 tháng 1 – Zayed Sports City  |                              | Qatar                           | 4     |        |        |  |  |         |         |  |  |           |           |
|  |                                 | UAE                          | 0                               |       |        |        |  |  |         |         |  |  |           |           |
|  | UAE (s.h.p.)                    | UAE                          | 0                               | 3     |        |        |  |  |         |         |  |  |           |           |
|  | UAE (s.h.p.)                    | 25 tháng 1 – Hazza bin Zayed |                                 | 3     |        |        |  |  |         |         |  |  |           |           |
|  | Kyrgyzstan                      | 2                            |                                 |       |        |        |  |  |         |         |  |  |           |           |
|  | Kyrgyzstan                      | 2                            | UAE                             | 1     |        |        |  |  |         |         |  |  |           |           |
|  | 21 tháng 1 – Khalifa bin Zayed  |                              | UAE                             | 1     |        |        |  |  |         |         |  |  |           |           |
|  |                                 | Úc                           | 0                               |       |        |        |  |  |         |         |  |  |           |           |
|  | Úc (p)                          | Úc                           | 0                               | 0 (4) |        |        |  |  |         |         |  |  |           |           |
|  | Úc (p)                          |                              |                                 | 0 (4) |        |        |  |  |         |         |  |  |           |           |
|  | Uzbekistan                      | 0 (2)                        |                                 |       |        |        |  |  |         |         |  |  |           |           |
|  | Uzbekistan                      | 0 (2)                        |                                 |       |        |        |  |  |         |         |  |  |           |           |

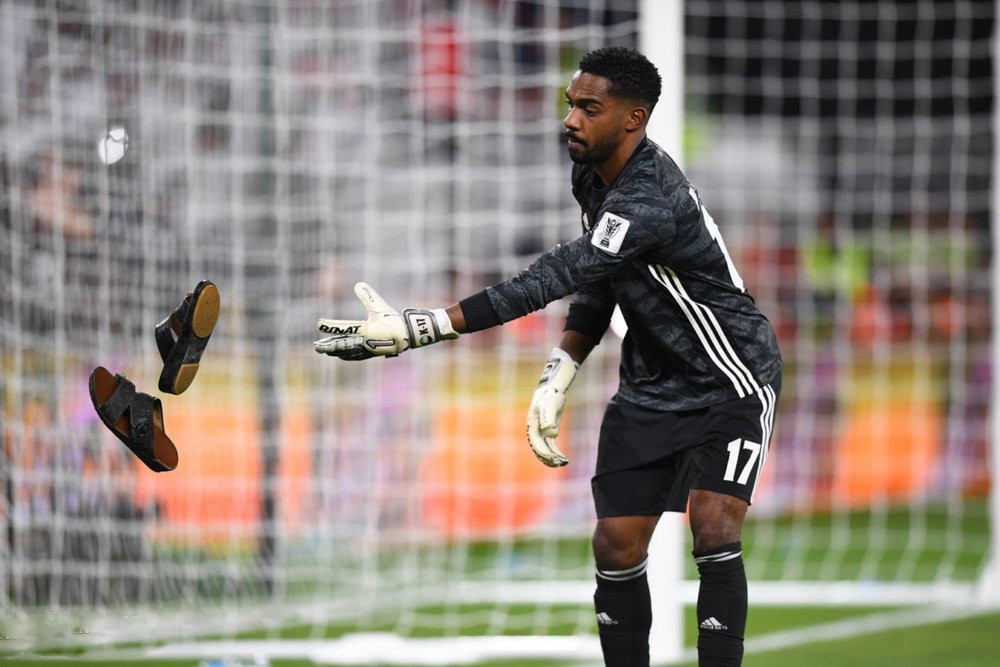
Khalid Eisa nhặt bỏ đôi dép do các cổ động viên UAE ném xuống từ khán đài.

Trận đấu đã bị ảnh hưởng bởi những màn ném chai lọ và giày dép của các cổ động viên UAE trong suốt trận và trở nên căng thẳng hơn khi Qatar tỏ ra quá mạnh so với đội chủ nhà. Ba cầu thủ bên phía Qatar đã ghi nhận phải hứng chịu trực tiếp cơn mưa vật thể lạ từ phía các cổ động viên. Trước đó, các cổ động viên chủ nhà cũng để lại hình ảnh xấu xí bằng hành động la ó trong lúc cử hành quốc ca Qatar.  Sau khi trận đấu kết thúc, người hâm mộ UAE đã phản ứng trong sự phẫn nộ trước thất bại khó tin của đội chủ nhà, và đã cố gắng đột nhập vào sân vận động để có thể ẩu đả với đội tuyển Qatar, nhưng vô ích.
Kết quả trận đấu đáng hổ thẹn đến mức huấn luyện viên Alberto Zaccheroni phải lên tiếng xin lỗi người hâm mộ quê nhà, vì hợp đồng của ông cũng chấm dứt sau khi giải đấu này khép lại. Trận thua này cũng là trận thua đầu tiên của UAE trước Qatar kể từ năm 2002, chấm dứt chuỗi 17 năm bất bại của nước này trước đối thủ vùng Vịnh. Hàng loạt chỉ trích đã hướng về phía UAE do không kiềm chế được hành vi quá khích của người hâm mộ trong suốt trận đấu. Hơn nữa, trận thua này đánh dấu thất bại nặng nề nhất của Các Tiểu vương quốc Ả Rập Thống nhất trước Qatar trong lịch sử đối đầu của họ, trước khi Qatar một lần nữa đánh bại UAE với tỷ số 5–0 tại FIFA Arab Cup 2021.
Không chấp nhận thất bại, Hiệp hội bóng đá Các Tiểu vương quốc Ả Rập Thống nhất (UAEFA) đã đệ đơn kháng cáo chính thức tới AFC về việc xem xét hai cầu thủ Almoez Ali sinh ra ở Sudan và Bassam Al-Rawi sinh ra ở Iraq, tố cáo họ không đủ điều kiện để thi đấu cho Qatar vì đều chưa đủ thời gian cư trú tại Qatar, mặc dù các cầu thủ khẳng định rằng mẹ của họ sinh ra ở Qatar (Điều 7 của Quy định quản lý việc áp dụng các quy chế của FIFA nêu rõ một cầu thủ đủ điều kiện chơi bóng cho một đội tuyển quốc gia nếu anh ta "sống liên tục ít nhất 5 năm sau khi đủ 18 tuổi trên lãnh thổ của liên đoàn bóng đá quốc gia đó"). Sự việc đã từng được đặt vào diện nghi vấn bởi cây viết thể thao Scott McIntyre, nhưng đã không có câu trả lời thoả đáng nào từ các bên liên quan cho đến khi UAEFA đâm đơn kiện. Chỉ vài giờ trước khi trận chung kết bắt đầu vào ngày 1 tháng 2 năm 2019, Ủy ban Kỷ luật và Đạo đức AFC thông báo bác bỏ đơn kháng cáo của UAEFA.

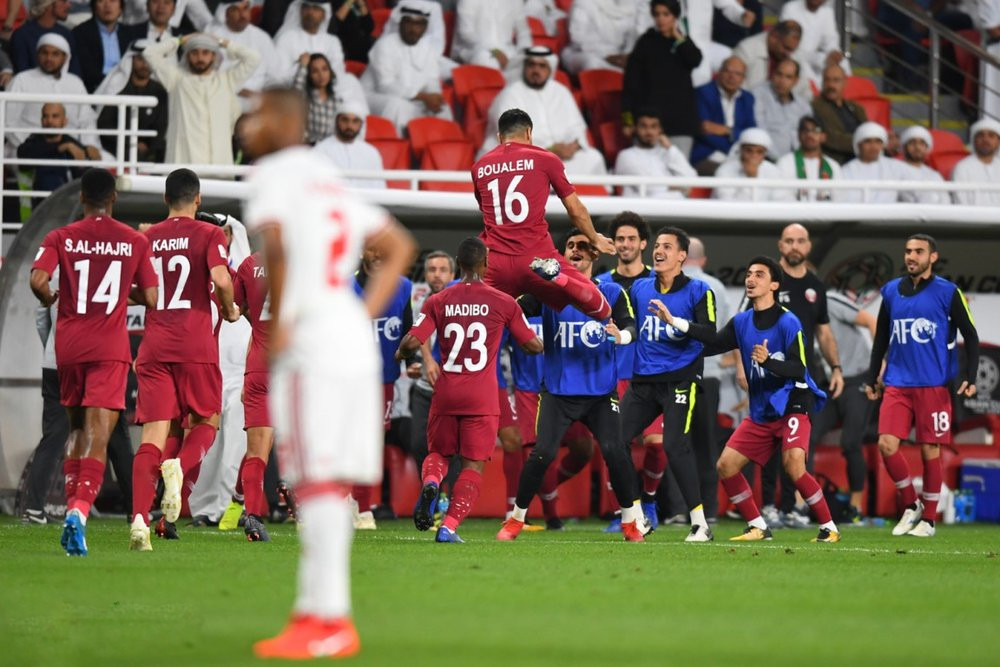
Niềm vui của các cầu thủ Qatar sau khi kết thúc trận đấu và lọt vào trận chung kết.

Đối với Qatar, chiến thắng này đồng nghĩa với việc họ có lần đầu tiên lọt vào trận chung kết của một kỳ Cúp bóng đá châu Á. Chiến thắng khiến nhiều người hâm mộ tại quê nhà hân hoan, vì Qatar vốn được coi là ngựa ô của giải đấu hơn là một đối thủ cạnh tranh hàng đầu. Điều đó đã được khỏa lấp khi Qatar vượt qua Nhật Bản bằng chiến thắng 3–1 chung cuộc để mang về danh hiệu bóng đá đầu tiên cho quốc gia này. Chiến công của Qatar làm sự cạnh tranh và căng thẳng trở nên sâu sắc, khi hầu hết các tờ báo của Tiểu vương quốc đã phải vật lộn để đưa tin về nó.
Các Tiểu vương quốc Ả Rập Thống nhất bị phạt 150.000 USD và ban đầu được yêu cầu thi đấu hai trận sân nhà không có khán giả. Quyết định này sau đó đã bị UAEFA kháng cáo. Có thông tin cho rằng chủ tịch AFC Salman bin Ibrahim Al Khalifa có vai trò đằng sau việc đảo ngược lệnh cấm, do ông có quốc tịch Bahrain và sự tham gia của Bahrain trong cuộc phong tỏa chống lại Qatar.